# Cordylobia
Cordylobia — rodzaj much z rodziny plujkowatych. Występują w Afryce. Ich larwy pasożytują pod skórą zwierząt ciepłokrwistych, w tym C. anthropophaga i C. odhaini pod skórą ludzką. 
Do rodzaju zalicza się następujące gatunki:
- tumbu[4] (Cordylobia anthropophaga) (Blanchard & Berenger-Feraud, 1872)
- Cordylobia ebadiana Lehrer & Goergen, 2006
- Cordylobia rodhaini Gedoelst, 1910
- Cordylobia ruandae Fain, 1953